# Roger B. Taney

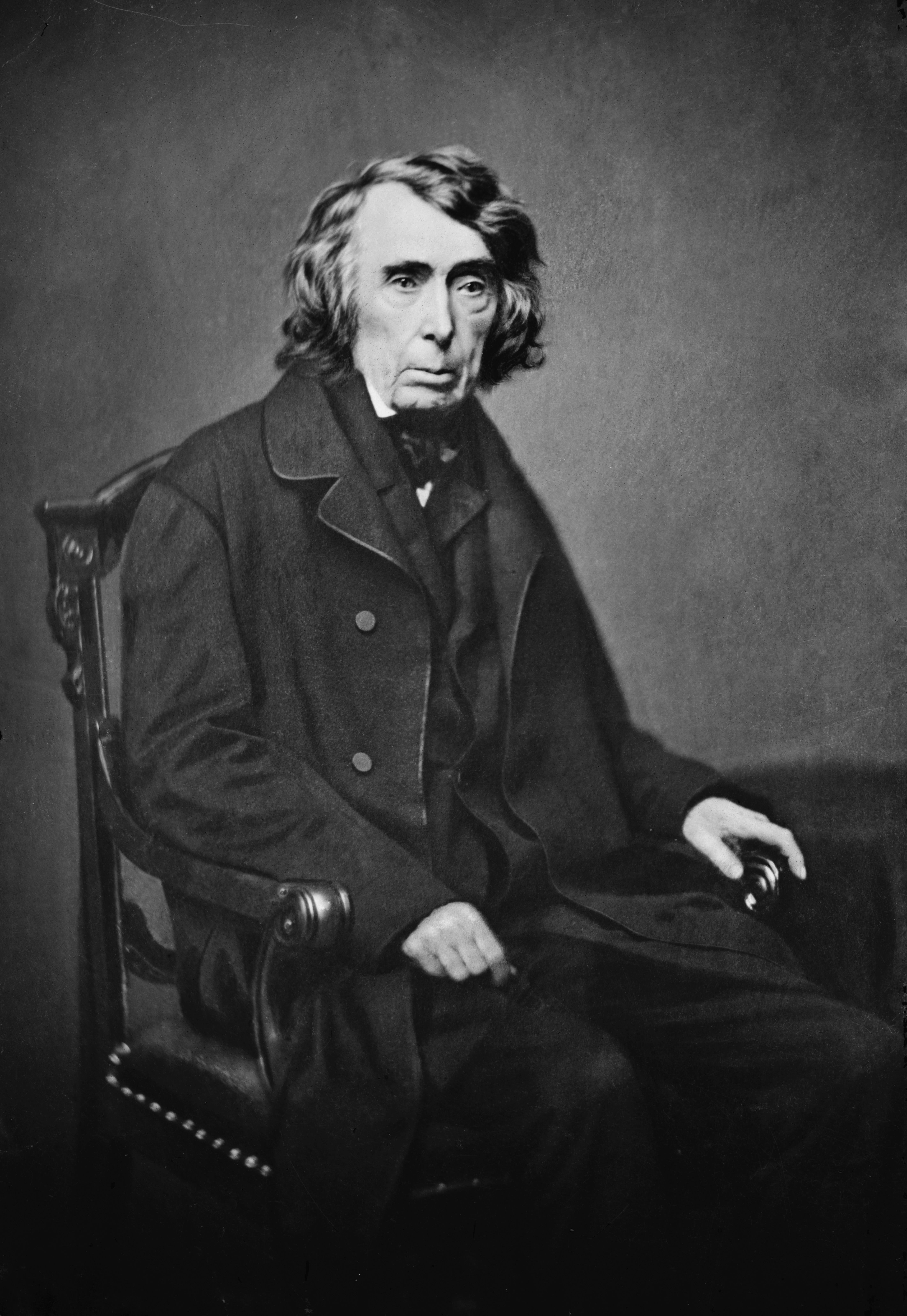
Roger B. Taney, fotografiert von Mathew Brady

Roger Brooke Taney (* 17. März 1777 im Calvert County, Maryland; † 12. Oktober 1864 in Washington, D.C.) war ein US-amerikanischer Jurist und Politiker. Er war Justizminister, Finanzminister und Vorsitzender des Obersten Gerichtshofs der Vereinigten Staaten (Supreme Court).

## Leben
Taney entstammte einer reichen sklavenhaltenden Familie aus Maryland, die ihren Reichtum dem Tabakanbau verdankte. Er studierte am Dickinson College und schloss 1795 als Bester seiner Klasse ab. Seit seiner Jugend interessierte er sich vor allem für Politik und Justiz. Im Alter von 23 Jahren wurde er für die Föderalistische Partei Abgeordneter im Repräsentantenhaus von Maryland. Da er den Krieg von 1812 befürwortete, verließ er vorübergehend seine Partei, schloss sich ihr aber gegen Ende des Jahrzehnts wieder an und wurde für fünf Jahre Mitglied des Senats seines Heimatstaates. Danach betrieb er für einige Jahre eine private Anwaltskanzlei, ohne dabei allerdings die Politik aus den Augen zu verlieren. 1831 wurde er von Präsident Andrew Jackson als Justizminister (Attorney General) in dessen Kabinett berufen. Dieses Amt behielt er bis 1833. Zwischenzeitlich war er zu den Demokraten übergetreten und gehörte zu den Vertrauten des Präsidenten.
Am 23. September 1833 ernannte ihn Jackson zum Nachfolger von Finanzminister William J. Duane, nachdem dieser und auch dessen Vorgänger Louis McLane dem Wunsch des Präsidenten nach Auflösung der Second Bank of the United States und der anschließenden Eröffnung von Regierungskonten bei Geschäftsbanken nicht nachgekommen waren. Taney dagegen, der zuvor als Justizminister bereits ein Rechtsgutachten zur Zulässigkeit dieser Schritte verfasst hatte, setzte die Maßnahmen im Sinne des Präsidenten durch. Am 25. Juni 1834 wurde er dann als Finanzminister durch Levi Woodbury abgelöst.
Nach dem Tod von John Marshall wurde er von Jackson zu dessen Nachfolger als oberster Bundesrichter der USA ernannt; Taney wurde damit der erste Katholik, der in den USA ein staatliches Spitzenamt bekleidete. Dieses Amt hielt er 28 Jahre bis zu seinem Tode inne.

## Tätigkeit Roger B. Taneys als Bundesrichter

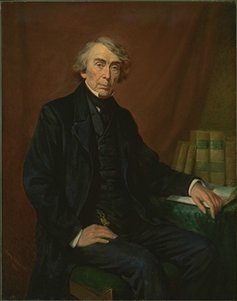
Portrait Taneys von Henry Ulke (1881, nach einer Photographie)

Im Unterschied zu seinem Vorgänger Marshall, der mehr die Zentralgewalt des Bundes gefördert hatte, plädierte Taney oft zugunsten der Einzelstaaten der USA. Einige Urteile seines Vorgängers wurden von ihm überprüft und in seinem Sinne geändert.
Auf dem Gebiet der Sklavenhaltung allerdings vertrat er nicht das Prinzip der Souveränität der Einzelstaaten. Nach Taneys Auffassung hatten Einzelstaaten wie z. B. Pennsylvania nicht das Recht, die Rechte der Sklavenhalter einzuschränken. Taney fällte mehrere Urteile in diesem Sinne und trug im Vorfeld des Amerikanischen Bürgerkrieges zur Vertiefung der Gegensätze zwischen den Nord- und Südstaaten bei.

### Der Fall Dred Scott
Die bekannteste seiner Entscheidungen im oben erwähnten Sinne war das Urteil im Fall des von seinem Besitzer zeitweise in den freien Norden verbrachten Sklaven Dred Scott. Taneys Urteil im Fall Scott besagte, dass dieser dadurch keineswegs ein freier Mann geworden sei, sondern nach dem Tod seines Besitzers zu dessen Erben in den Süden zurückkehren müsse. Zugleich sprach er dem Kongress und den noch nicht als Staaten organisierten Territorien das in mühsamen Kompromissen ausgehandelte Recht ab, die Sklaverei in diesen Territorien zu untersagen; dieses Recht komme nur bereits gebildeten Einzelstaaten zu und erstrecke sich überdies nicht auf Bürger anderer Staaten, die dort zeitweise lebten. Dieses Urteil wurde von den Sklavereigegnern als illegitim bezeichnet und der Richter des Amtsmissbrauchs bezichtigt. Abraham Lincoln und die Republikanische Partei beschuldigten den obersten Gerichtshof unter Taney, Handlanger der Sklaverei zu sein. Zusammen mit Präsident James Buchanan versuchte Taney Bundesgesetze wie den Kansas-Nebraska Act zu unterlaufen. Tatsächlich scheint es so gewesen zu sein, dass Buchanan hinter den Kulissen seinen Einfluss in diesem Sinne geltend gemacht hat.
Taneys juristische Haltung sollte seine Gegner weiter erzürnen. Er bekräftigte seine Meinung, dass Afro-Amerikaner, gleichgültig ob versklavt oder frei, niemals Bürger eines Staates sein können, weil die Verfassungsväter dies ausgeschlossen hätten. Zur Zeit der Verabschiedung der Verfassung seien sie als „Wesen niederer Art“ und als vollkommen unfähig angesehen worden, mit der weißen Rasse auf gleicher Ebene zu verkehren; man habe ihnen überhaupt keine schützenswerten Rechte zuerkannt. Dieses Verständnis der Verfassungsväter sei weiterhin bindend.
Erstaunlicherweise war Taney im privaten Bereich moderater. Er emanzipierte seine eigenen Sklaven und zahlte den arbeitsunfähigen älteren Sklaven sogar Pensionen. 1819 (vor seiner Zeit als oberster Bundesrichter) hatte er in einem Prozess die Sklaverei als nationalen Schandfleck bezeichnet. Dies entsprach einer allgemeinen Tendenz in den Südstaaten; hatte man die Sklaverei dort zu Beginn des Jahrhunderts noch weithin als ein zeitweise notwendiges Übel angesehen, so galt sie zur Mitte des 19. Jahrhunderts vielen Südstaatlern als positive, die republikanische Gleichheit (der Weißen) überhaupt erst ermöglichende Institution.
Seine offizielle Haltung vor allem im Fall Dred Scott heizte den inneramerikanischen Konflikt weiter an. Er bezeichnete die Antisklavereibewegung als „Aggression des Nordens“. Dieser Satz wurde gern und oft von patriotischen Südstaatlern zitiert. Taney hatte gehofft, mit seinen Entscheidungen die Sklavereigegner in ihre Schranken zu weisen und so die politischen Spannungen zu entschärfen. Dies war eine fatale Fehleinschätzung des mittlerweile fast 80-jährigen Richters.

### Roger B. Taney während des Bürgerkrieges
Nach dem Ausbruch des Bürgerkriegs blieb Taney, anders als die meisten anderen Südstaatler, in der Hauptstadt zwar im Amt und erklärte seine Loyalität zur Union (wohl auch weil sein Heimatstaat Maryland sich ebenfalls gegen eine Sezession entschied), legte sich aber mit Präsident Lincoln an. Er bestritt im Fall Ex parte Merryman das Recht des Präsidenten, den Habeas Corpus Act in Maryland teilweise außer Kraft zu setzen. Laut Verfassung war dies zwar in Fällen von „Invasion oder Rebellion“ erlaubt, „wenn die öffentliche Sicherheit es erfordert“. Daraus, dass dieser Passus sich in der Verfassung in dem Artikel über den Kongress und nicht in dem Artikel über den Präsidenten befindet, schloss Taney, dass nur der Kongress die Befugnis habe, einen Fall von „Invasion oder Rebellion“ festzustellen und daraufhin den Habeas Corpus auszusetzen. Lincoln beschloss, das Urteil zu ignorieren.
Taney starb im Oktober 1864, ein halbes Jahr vor dem Ende des Bürgerkrieges. Sein Nachfolger wurde Lincolns bisheriger Finanzminister Salmon P. Chase.
Taney blieb auch nach seinem Tod eine umstrittene Gestalt. 1865 lehnte es der Kongress ab, ihm zu Ehren eine Büste aufstellen zu lassen. Bis heute sind seine Entscheidungen in der amerikanischen Justizgeschichte umstritten. Im 150. Jahr der Dred-Scott-Entscheidung und unmittelbar nach den dramatischen Ereignissen von Charlottesville ließ der Staat Maryland im August 2017 ohne öffentliche Debatte im Vorfeld mehrere Denkmäler für Roger Taney aus dem öffentlichen Raum entfernen, darunter das 1872 aufgestellte Standbild vor dem Maryland State House in Annapolis.

## Gedenken
- In Frederick, Maryland erinnert eine Statue an ihn.
- Eine Statue in Baltimore wurde im August 2017 abgebaut.[3]
- Die „Roger B. Taney Middle School“ in Temple Hills, Maryland, einer Vorstadt von Washington, D.C., trug seinen Namen. Da die Schüler 1993 überwiegend afro-amerikanischer Abstammung waren, änderte die Schule ihren Namen in Thurgood-Marshall-Schule.[4]
- Das Schiff Taney, ehemals U.S. Coast Guard, ist nach ihm benannt.